# Grypocentrus bilobus
Grypocentrus bilobus là một loài tò vò trong họ Ichneumonidae.